# Bòsnia i Hercegovina
|  | No s'ha de confondre amb Federació de Bòsnia i Hercegovina o República de Bòsnia i Hercegovina. |

Bòsnia i Hercegovina (en bosnià, croat i serbi llatí, Bosna i Hercegovina; i en serbi ciríl·lic, Босна и Херцеговина) és un estat del sud-est d'Europa, a la península dels Balcans. Les seues fronteres fiten al sud amb Montenegro, a l'est amb Sèrbia, al nord i a l'oest amb Croàcia, i amb la mar Mediterrània en una xicoteta franja al sud-oest de 26 km, al municipi de Neum. L'interior del país és muntanyenc (exceptuant el nord-est on hi ha la plana panònica) amb un clima continental moderat caracteritzat pels estius calorosos i els hiverns freds i nevats. L'extrem sud del país té un clima mediterrani i una topografia plana.
El país és la llar de tres grups ètnics, els anomenats «pobles constituents», un terme únic per a Bòsnia i Hercegovina. Aquests són: els bosníacs, el grup més gran en població de tots tres, amb els serbis en segon lloc i els croats els tercers. Independentment del seu origen ètnic, un ciutadà de Bòsnia i Hercegovina s'identifica sovint com a bosni, sigui de l'ètnia que sigui. El terme "Bòsnia" i "Hercegovina", es manté com una regió en lloc de la distinció ètnica, encara que actualment la regió d'Hercegovina no té definides amb precisió les seues fronteres. Al dia d'avui, el país està políticament descentralitzat i es compon de dues entitats de govern diferents, la Federació de Bòsnia i Hercegovina i la República Srpska, amb una tercera regió, el Districte Brčko sent administrat per tots dos.
L'estat de Bòsnia i Hercegovina pot ser descrit com una república federal democràtica i parlamentària que està transformant la seva economia en un sistema orientat al mercat. És un candidat potencial per ser membre de la Unió Europea i ha estat candidat a l'adhesió a l'OTAN des d'abril de 2010, quan va rebre un Pla d'Acció per a l'Adhesió a la cimera de Tallin. A més, és membre del Consell d'Europa des del 24 d'abril de 2002 i membre fundador de la Unió per la Mediterrània des de la seva creació el 13 de juliol de 2008.

## Història
El 1992, després d'un referèndum d'independència, Bòsnia i Hercegovina es fa independent de la Iugoslàvia. Després de la signatura dels Acords de Dayton, es creà un país federal. Aquest estat quedà distribuït en dues regions autònomes, la Federació de Bòsnia i Hercegovina, de majoria bosníaca i croata, i la República Srpska, de majoria sèrbia. El territori nacional quedà sota control militar de la Força d'Implementació (l'IFOR) una milícia internacional de l'OTAN.
L'IFOR, va ser succeït ben entrat el 1998 per un exèrcit menor d'uns 14.000 soldats anomenat SFOR (Forces d'Estabilització), la missió del qual era impedir la represa de les hostilitats pels tres grups ètnics (Bosníacs, Serbobosnis, Bosniocroats).
El 2004 les Forces d'Estabilització foren substituïdes per altres de l'Estat Major de la Unió Europea, l'EUFOR Althea (de 7.000 soldats), que a més de tindre tropes d'estats de la Unió Europea en té del Canadà i dels Estats Units. Les principals finalitats del desplegament europeu de tropes són les d'estabilitat del país, l'anul·lació de possibles hostilitats, la lluita contra el crim organitzat i la de trobar els criminals de guerra com Radovan Karadzic i Ratko Mladic, generals de l'Exèrcit de la República Sèrbia. El primer fou detingut el 21 de juliol de 2008 a Belgrad, i l'últim el 26 de maig de 2011.
Al llarg del segle xxi s'han trobat fosses comunes arreu del territori bosnià, i aquest fet provoca que les ferides de la guerra continuen sagnant. Per aquest motiu, i gràcies a la mort de Franjo Tuđman (expresident de Croàcia i mort el 1999) i de Slobodan Milošević (expresident de Sèrbia i mort el 2006), els governs d'aquests dos països demanaren disculpes pels atacs i crims de guerra comesos als bosníacs.

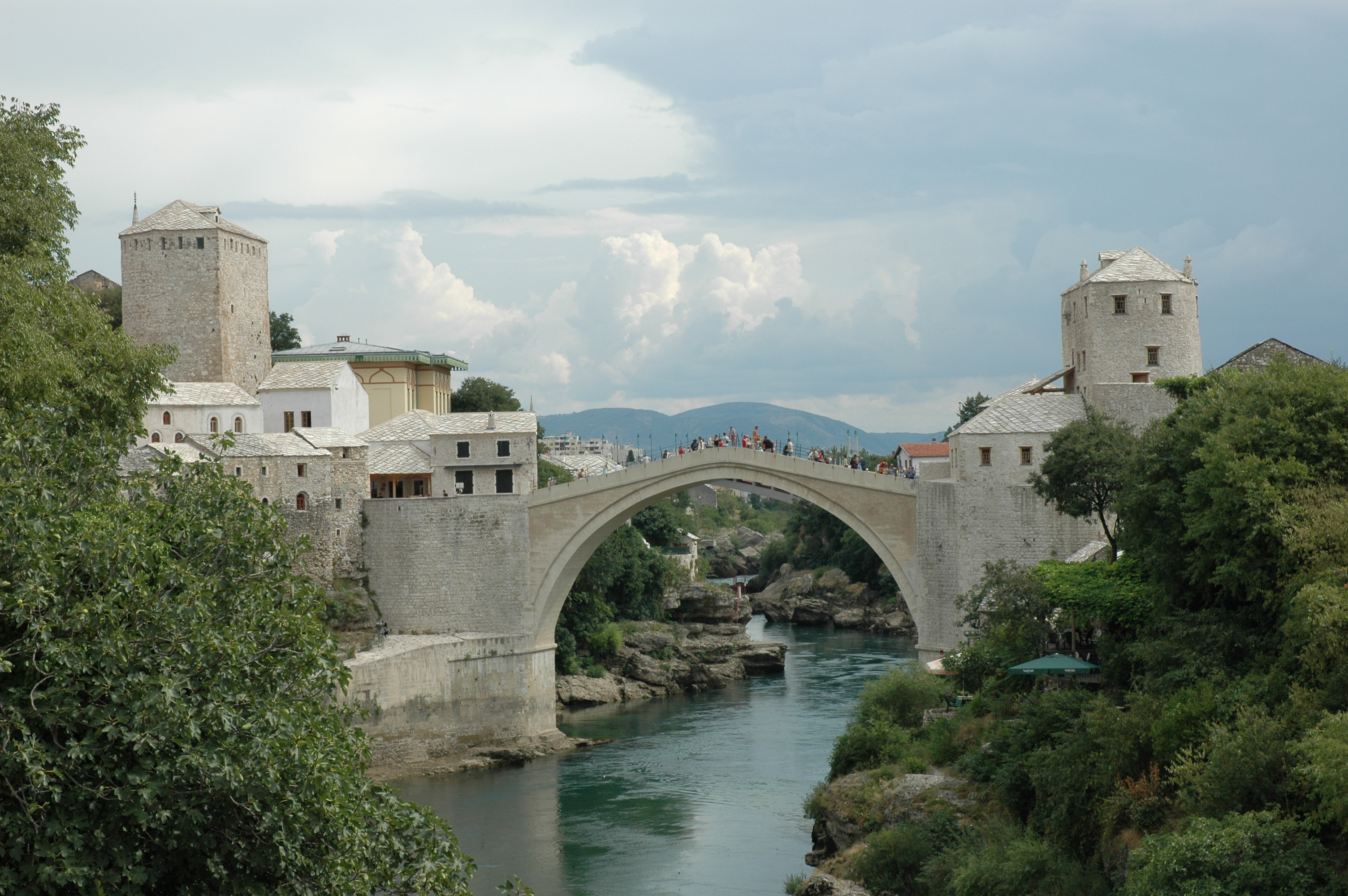
El Pont Vell de Mostar reinaugurat el 2004

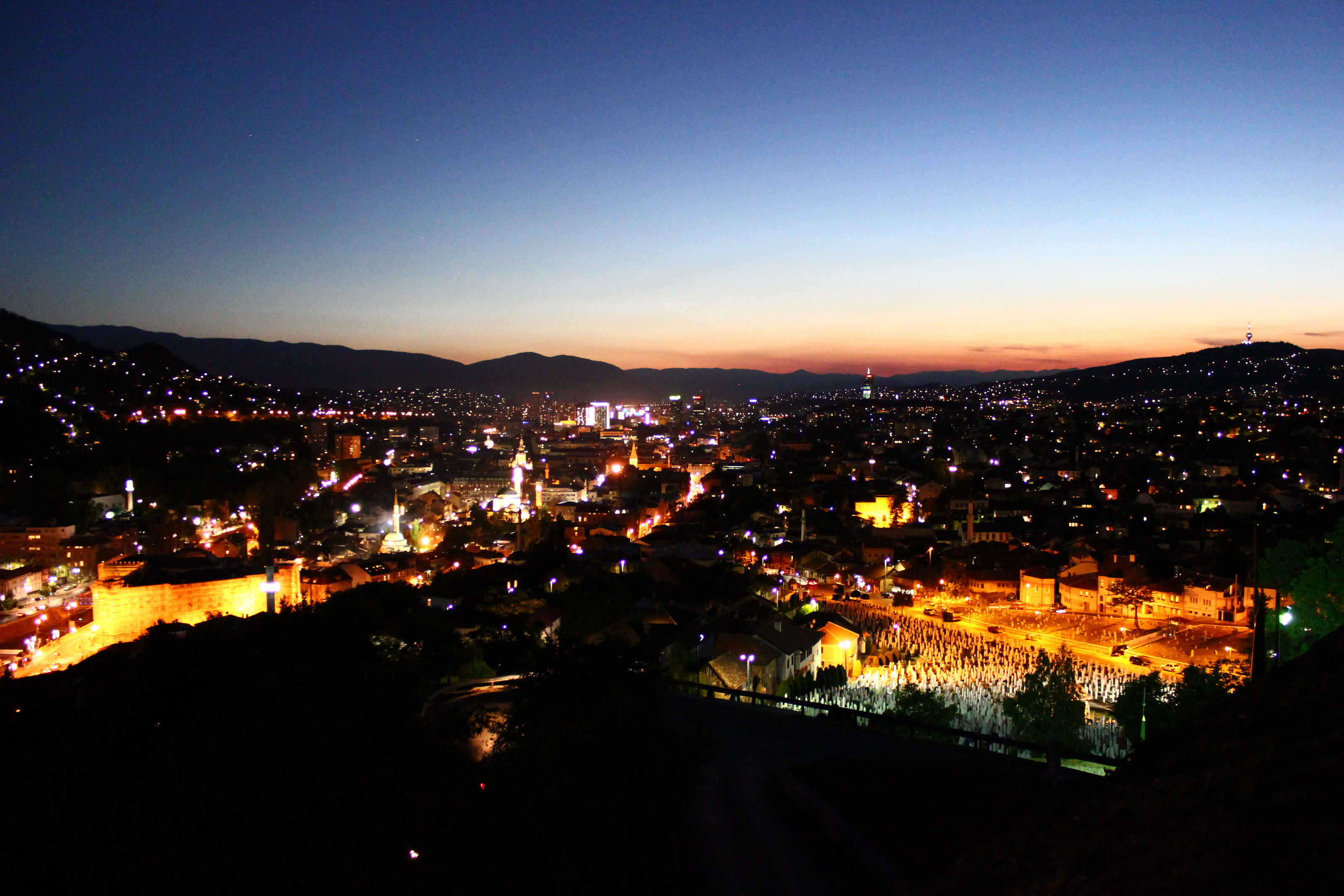
Panoràmica de Sarajevo a la nit

Pel que fa al camp polític, Bòsnia i Hercegovina celebrà les primeres eleccions democràtiques després de la guerra el 14 de setembre de 1996. La nació bosniana, escollí a Alija Izetbegović, Krešimir Zubak i Momčilo Krajišnik com a membres del Consell de Govern de Bòsnia i Hercegovina amb una participació de 2.311.998 persones. Cada quatre anys tornen a realitzar-se noves eleccions.
En referència a l'esfera econòmica, l'economia bosniana està transformant-se cap al sistema de mercat, ja que encara hi queden vestigis de l'economia socialista iugoslava, l'anomenat socialisme de mercat. No obstant això, el creixement econòmic que s'estancà per l'aïllament exterior en finalitzar la guerra, ha començat a remuntar gràcies al desenvolupament del turisme i de la indústria.
Finalment, pel que fa a l'àmbit cultural, el President de la Comissió Europea Romano Prodi presentà, el 2004, el Pla de Rehabilitació Integral del Patrimoni Arqueològic de Bòsnia i Hercegovina, que lluita (també actualment) per la preservació i conservació de més de 20 grans construccions històriques que foren destruïdes durant la guerra i també per la recopilació de nous documents per tornar-hi a omplir les buides prestatgeries de les biblioteques i museus, que foren cremats en la seua majoria. Potser l'obra més significativa ja restaurada és el Pont Vell de Mostar que s'acabà de reconstruir el 2006.

## Geografia

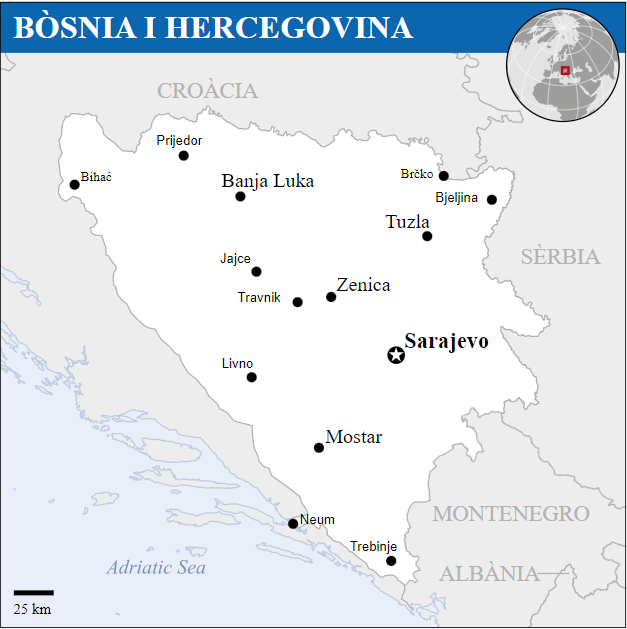
Mapa de Bòsnia i Hercegovina.

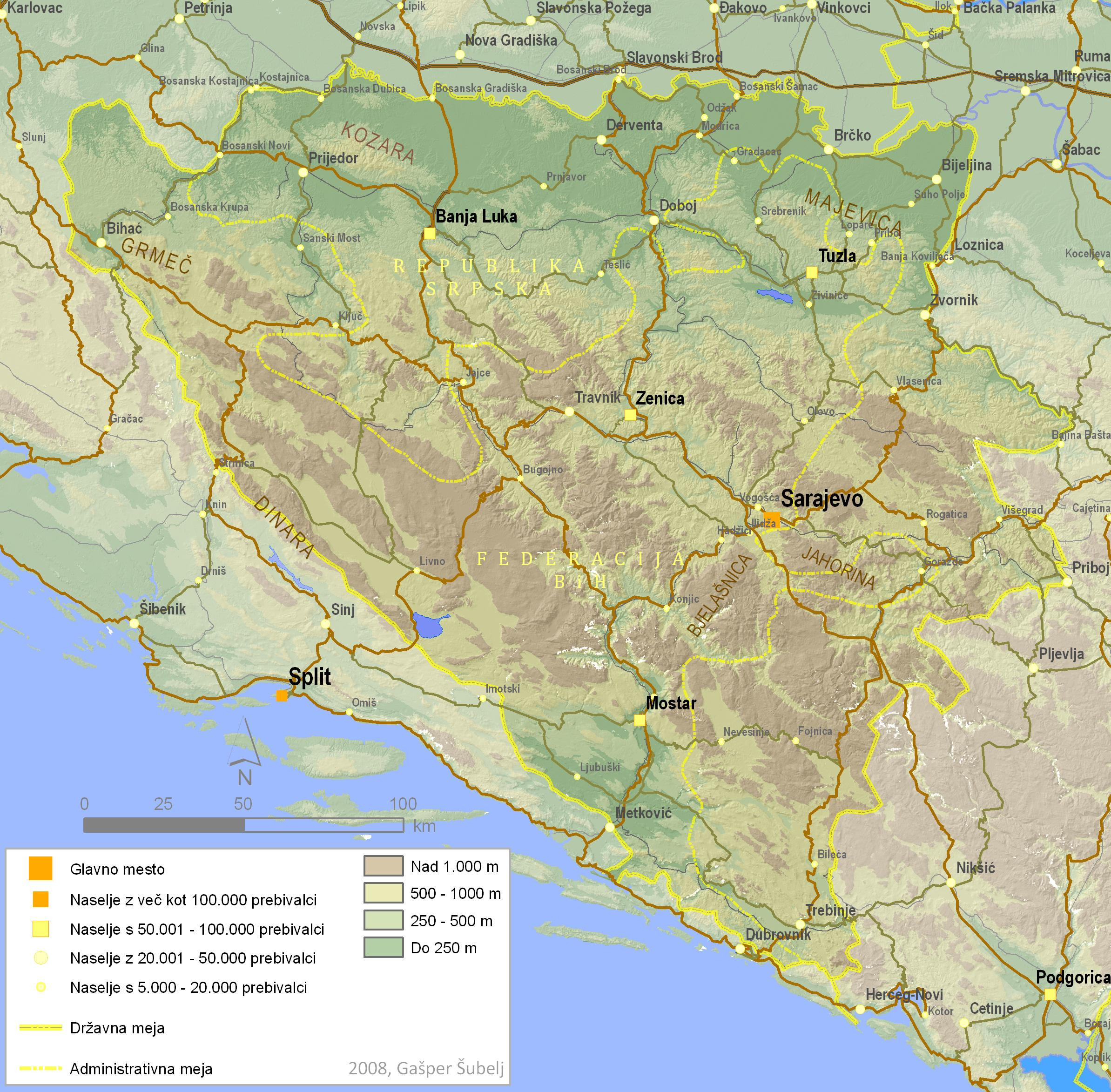
Mapa físic de Bòsnia i Hercegovina.

Bòsnia i Hercegovina comprèn una superfície de 51.129 km², dels quals un 39% són boscos, un 20% són pastures, un 19% són conreus, un 10% destinat a àrees urbanitzades, un 7% es destina a la mineria i, per acabar, un 5% pertany a les conques hidrogràfiques.
El país és als Balcans occidentals, al continent europeu, i limita al nord i a l'oest amb Croàcia durant 932 km, a l'est amb Sèrbia durant 302 km i al sud amb Montenegro durant 225 km. També hi bordeja durant 20 km amb la mar Adriàtica en una petita franja de costa al municipi de Neum, que s'ha convertit en una de les principals destinacions del turisme de sol i platja.

### Organització territorial
Bòsnia i Hercegovina es constitueix com un estat federal asimètric amb diversos nivells d'estructuració del territori. Ordenats de major a menor, les entitats, els cantons, i finalment, els municipis. La divisió administrativa del país fou establerta, com la resta de l'estructura política, segons els acords de Dayton.

#### Entitats

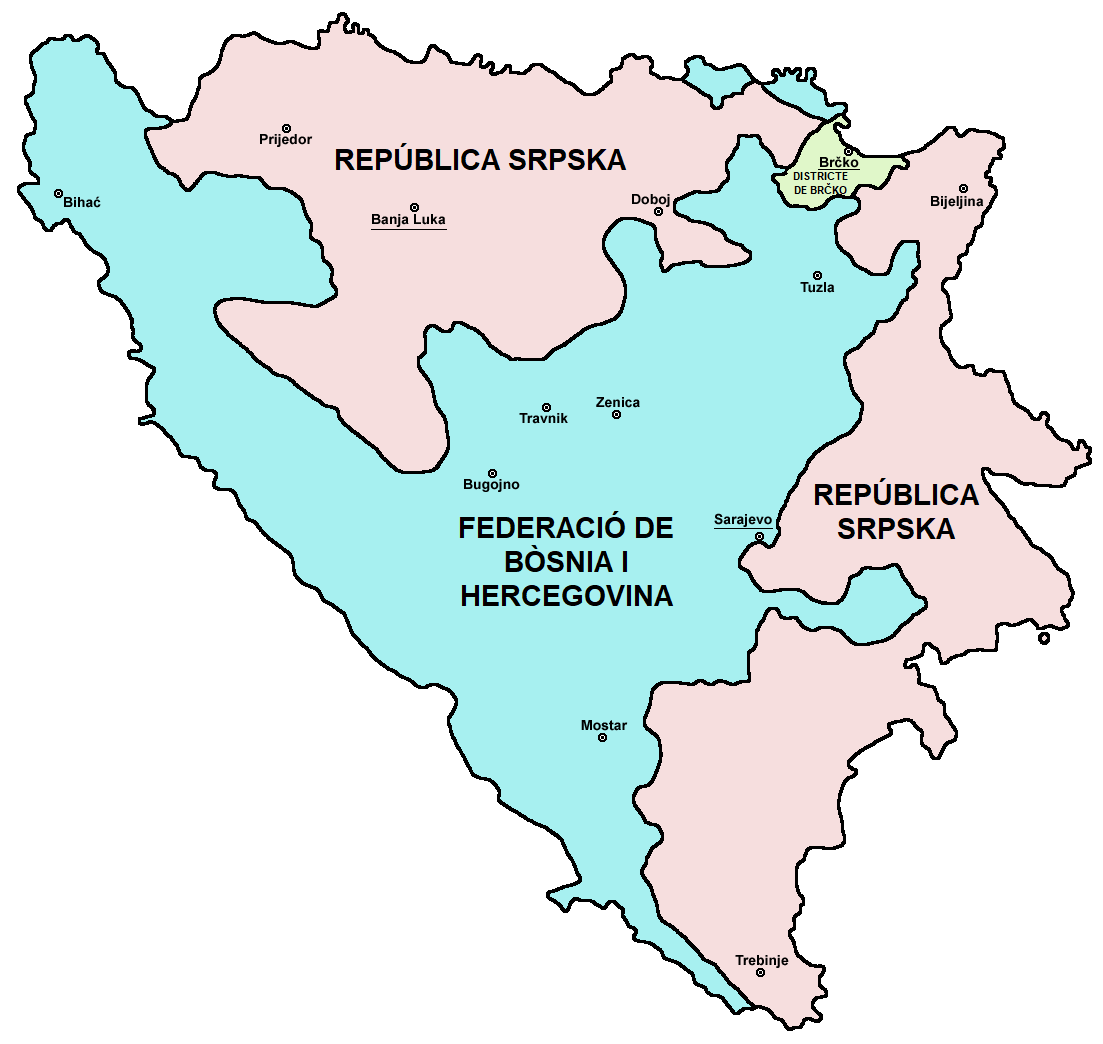
Entitats de Bòsnia i Hercegovina

Les entitats són la més alta divisió territorial que hi ha a Bòsnia i Hercegovina. Representen els estats en una federació, i en són tres: la Federació de Bòsnia i Hercegovina, de majoria bosníaca i croata, i que ocupa el 48% del territori nacional; la República Srpska, de majoria sèrbia, amb el 45% de la superfície; i el Districte de Brčko, municipi de població mixta, que representa el 7% restant.
La forma actual de les entitats bosnianes està basada principalment en els territoris en poder de les tres parts en conflicte durant la guerra de Bòsnia. Quan es va acabar, s'establiren oficialment pels Acords de Dayton, això no obstant, amb nombroses variacions causades pels terribles canvis en l'estructura ètnica del país.
Les entitats, des de la seua creació, han acaparat totes les competències polítiques, culturals i socials. No obstant això, des de 1996 el seu poder en relació amb el govern central ha disminuït considerablement, encara que, continuen tenint nombrosos poders.
Cal destacar la particularitat del Districte de Brčko. És al nord del país, i fou creat l'any 2000, amb parts de territori de les dues entitats. Oficialment, pertany a tots dos, però es regeix sol, i funciona sota un sistema descentralitzat de govern local. El Districte Brčko ha estat elogiat pel manteniment pacífic d'una població multiètnica i un nivell de prosperitat i desenvolupament humà molt per sobre de la mitjana nacional.

#### Cantons

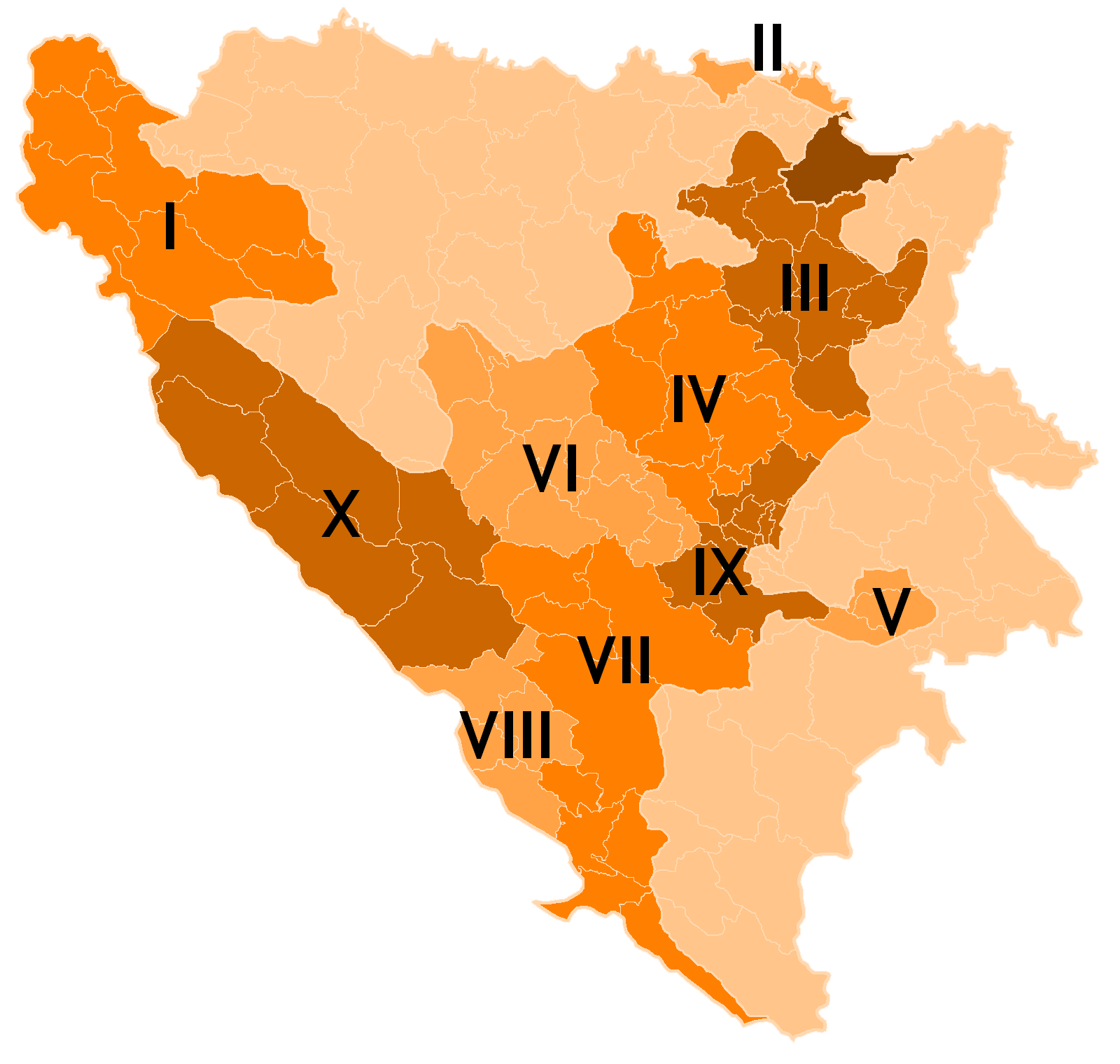
Cantons de Bòsnia i Hercegovina.

El segon nivell de subdivisió política de Bòsnia i Hercegovina es manifesta en els cantons. Aquest tipus de divisió pertany només a la Federació de Bòsnia i Hercegovina, que s'estructura en deu d'aquests. Tots ells tenen el seu propi govern, que està sota la llei del conjunt de la Federació. Alguns cantons són ètnicament mixtos i tenen lleis especials aplicades per garantir la igualtat de tots els pobles constituents existents.

#### Municipis

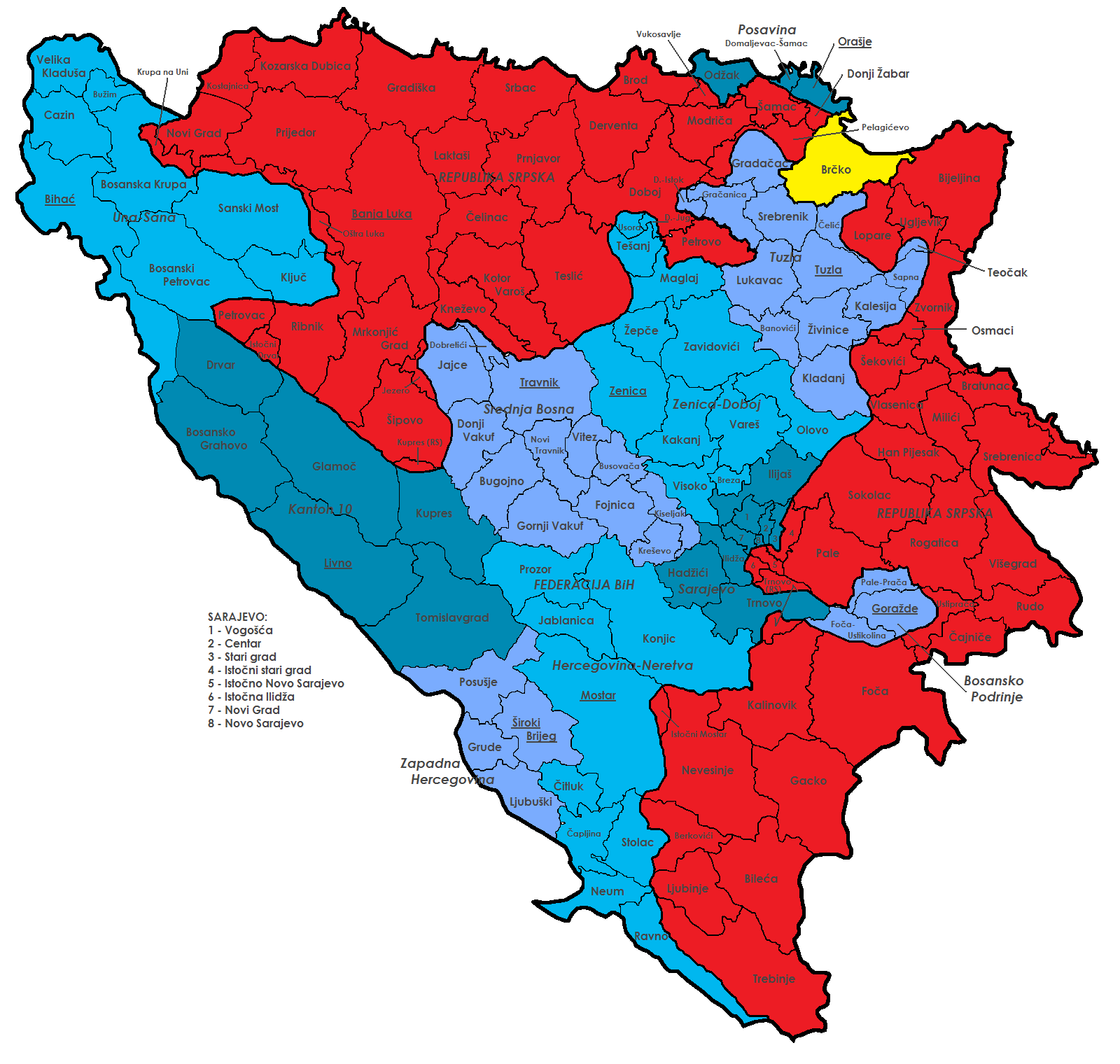
Municipis de Bòsnia i Hercegovina (amb les entitats contraposades).

El tercer nivell de divisió política a Bòsnia i Hercegovina són els municipis. La Federació de Bòsnia i Hercegovina està dividida en 74 municipis, i la República Srpska en 63. Els municipis també tenen el seu propi govern local, amb alguns poders independents del govern cantonal, estatal o federal. Com a tal, molts municipis tenen una llarga tradició i història amb les seues fronteres actuals. Alguns altres, però, foren creats després del recent conflicte com escissió dels municipis tradicionals amb terres que eren dins d'una entitat o una altra.
A més d'entitats, cantons, i municipis, Bòsnia i Hercegovina també té quatre ciutats catalogades com a oficials. Aquestes són: Sarajevo, Sarajevo Oriental, Banja Luka i Mostar. L'administració del territori i el govern de les dues últimes correspon als seus propis ajuntaments, mentre que Sarajevo i Sarajevo Oriental es componen de diversos municipis.

### Orografia
Encara que s'hi poden definir planures al litoral, la gran majoria del relleu bosnià és marcadament abrupte i presenta una gran diversitat de paisatges tenint en compte que és un país xicotet.
El nord de Bòsnia i Hercegovina és l'única regió de l'interior que presenta un sòl pla. Aquesta característica especial és causada per la plana Panònica, una regió geològica especial de l'Europa Central que abraça diferents països com Hongria o Àustria. Aquesta província bosniana està coberta per densos boscos i completament envoltada per les serralades occidentals, orientals i centrals, totes pertanyents als Alps Dinàrics. En efecte, la resta de l'interior bosnià és completament ple de tota mena de muntanyes i turons de qualsevol alçària. Destaquen els cims d'Hercegovina on hi ha les muntanyes més alts de tot l'estat com el Maglić, que és el més alt amb 2.386 m i bordeja amb Montenegro, o el Čvrsnica amb 2.226 m i el Prenj amb 2.103 m, al costat de Mostar. A les serralades centrals, hi destaquen el Bjelašnica, el Jahorina o l'Igman, que foren diferents seus dels Jocs Olímpics d'Hivern de 1984 de Sarajevo. Al sud, el relleu se suavitza una mica presentant una planura litoral però que no arriba a tocar la mar, ja que entremig és a la frontera amb Croàcia. Sols s'arriba a l'Adriàtic a la ciutat de Neum en una franja de costa de 20 km, que consta de penya-segats en la seua majoria i petites platges.
També cal destacar-hi que Bòsnia i Hercegovina pateix nombrosos terratrèmols a causa de la proximitat del límit divergent entre les plaques euroasiàtica i aràbiga.

### Hidrografia
Bòsnia i Hercegovina és un país amb una gran quantitat de rius comparant-ho amb la seua xicoteta extensió, i és un dels països del món amb major extensió de conques hidrogràfiques respecte a l'extensió total del país. Els principals rius bosnians són:
- El riu Una és al nord-est. Discorre per la frontera amb Croàcia i per la ciutat de Bihac. És un dels rius més bells de tot Bòsnia i Hercegovina i és reconegut internacionalment per a la pràctica de ràfting i d'altres esports d'aventura.
- El riu Drina és a la part oriental. És un riu compartit per Bòsnia i Hercegovina i Sèrbia, ja que fa de frontera entre aquests països, a vegades s'endinsa en un país i altres vegades en un altre. Aquest riu flueix per viles com Foca, Gorazde o Visegrád.
- El Sava és el riu més cabalós que flueix per territori bosnià i també el més gran de l'antiga Iugoslàvia, que desemboca al Danubi. És al nord i forma frontera amb Croàcia i Sèrbia. Discorre per localitats com Brčko, Samac Bosanski o Bosanska Gradiska.
- El Sana que flueix per ciutats com Sanski Most o Prijedor i és un afluent del Sava i, per tant un subafluent del Danubi.
- El Bosna és el més llarg i cabalós autòcton de Bòsnia i Hercegovina i, curiosament el que dona nom al país. Flueix des del seu naixement prop de Sarajevo fins a la seva confluència amb el riu Sava.
- El Neretva és el segon riu del país i flueix des del municipi de Jablanica fins a la seua desembocadura amb el Mar Adriàtic ja a Croàcia. És un riu famós gràcies al seu pas per Mostar on hi ha el Pont Vell d'aquesta ciutat.
- El riu Vrbas discorre al llarg de tot l'estat des del centre cap al nord fins al riu Sava. El llit del riu passa per importants ciutats com Bugojno, Jajce, Banja Luka o Srbac.

També cal destacar de la geografia bosniana els llacs. A Bòsnia i Hercegovina, hi ha grans llacs com el Buško Blato al sud-oest, el Blidinje al sud o el Šatorsko a l'oest.

### Climatologia

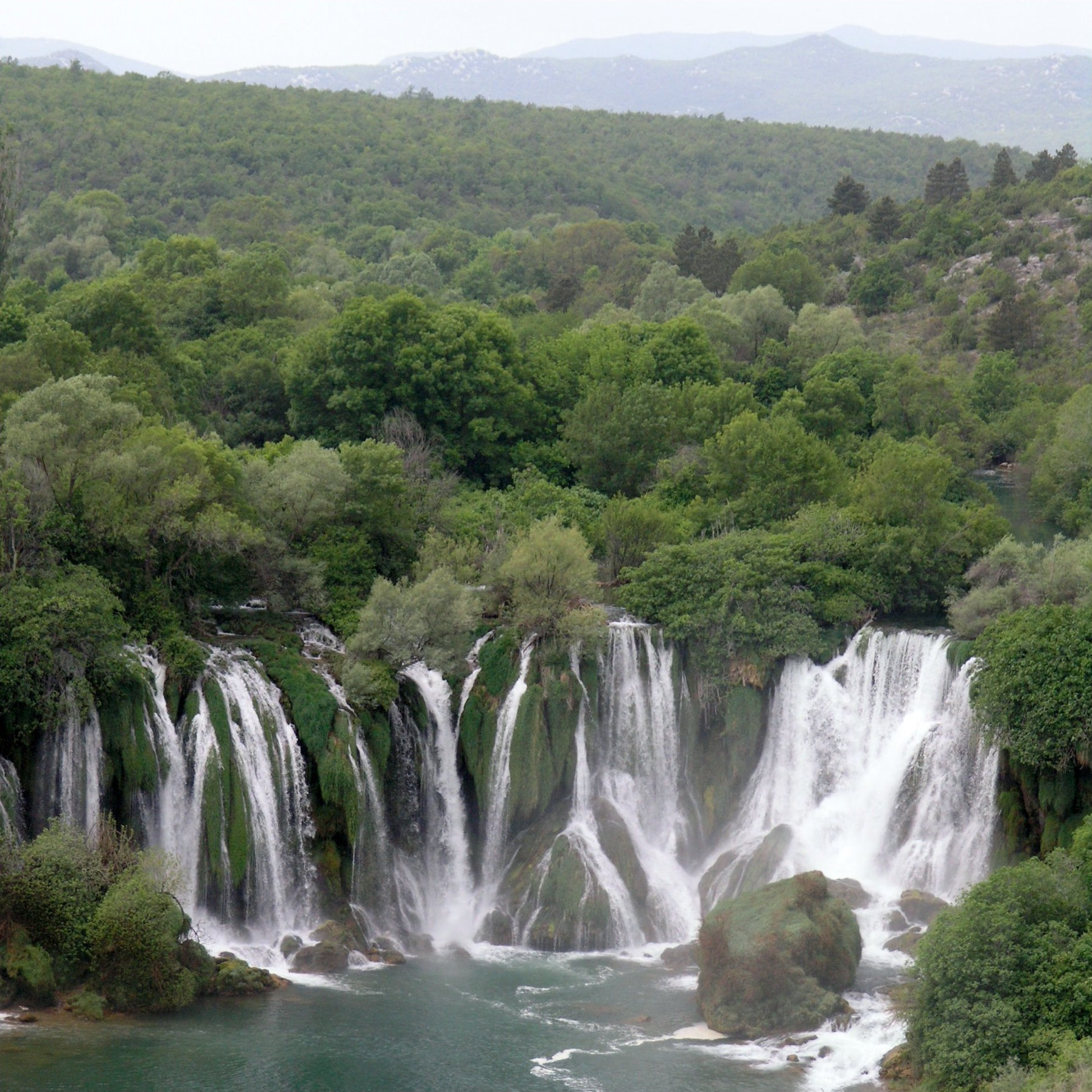
Les cascades Kravice

El clima predominant de Bòsnia i Hercegovina pertany al continental típic de l'Europa Central, caracteritzat pels estius càlids i els hiverns freds amb intenses nevades. Amb aquest clima, s'han arribat a temperatures extremes, com per exemple, a la que arribaren a la capital, Sarajevo. S'arriba a una mínima de -16,4 °C i una màxima de 31,4 °C l'any 1960.
No obstant això, també hi ha zones del territori bosnià amb clima mediterrani, en el qual destaquen els estius i els hiverns temperats i les primaveres i les tardors plujoses. Aquestes zones són, concretament, tot el litoral adriàtic, la vall que forma el curs del riu Neretva i, en general, tota Hercegovina.

### Naturalesa
La biodiversitat de Bòsnia i Hercegovina és de les més elevades del món. Les vides vegetal i animal són extraordinàriament riques i variades, i es beneficien de la baixa densitat de població i dels terrenys deshabitats. Les muntanyes, que són densament arbrades, cosa que facilita la inaccessibilitat a la natura. Això permet que la preservació de l'hàbitat de molts animals i plantes poc usuals a la resta del continent europeu. No cal dir que moltes espècies animals que viuen a Bòsnia i Hercegovina s'han extingit en altres parts d'Europa.

#### Flora

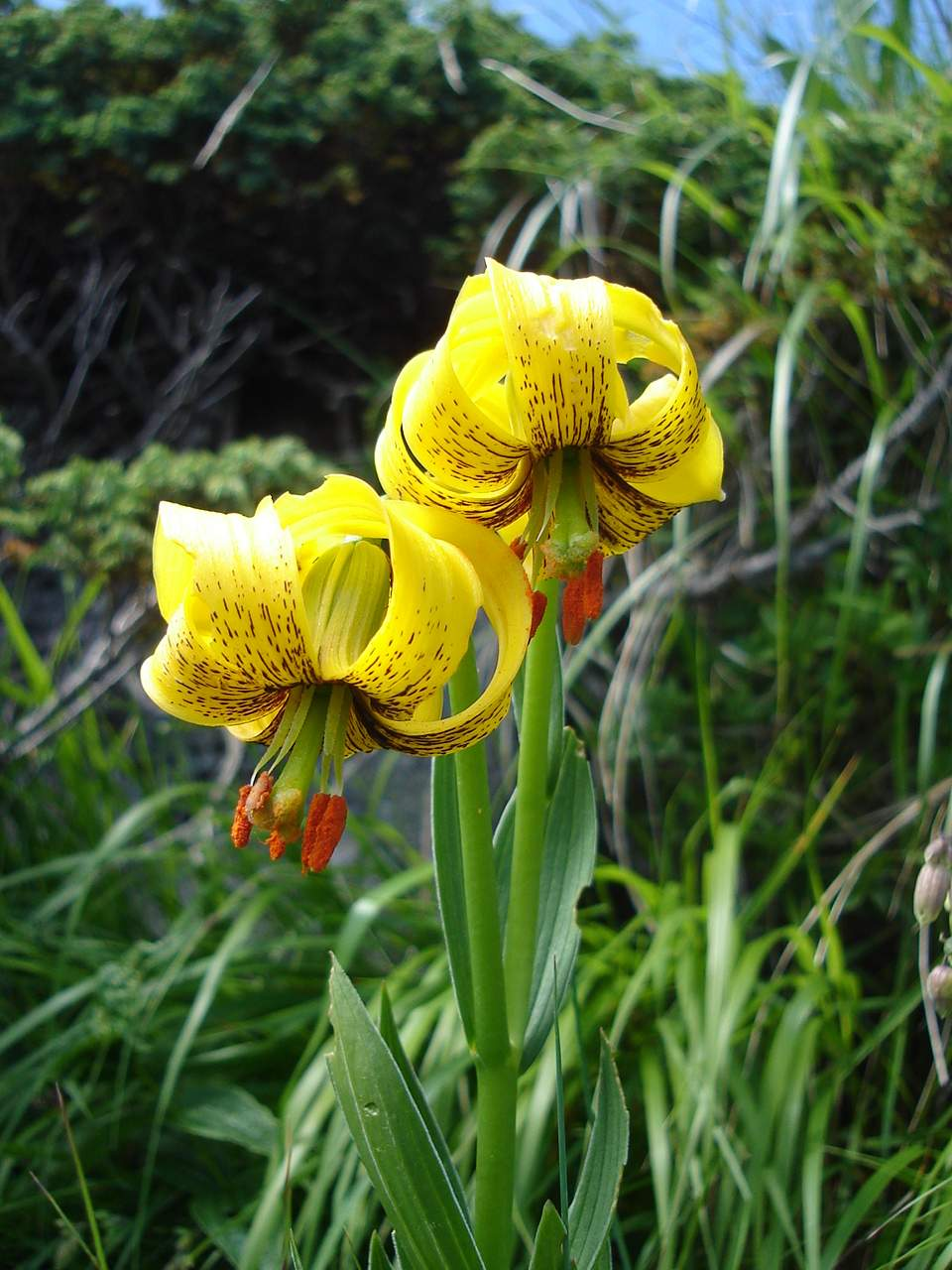
El Lilium jankae, molt usual en la geografia bosniana.

La flora, igual que la fauna, està especialment protegida a Bòsnia i Hercegovina. Aquesta està distribuïda en diferents nivells depenent de l'altura.
A la part més elevada, a partir dels 1.000 m, predominen les fagedes i boscos d'avets acompanyats d'arbustos com l'herba fetgera, la farigola, l'herba gatera o el ginebre (que és extremadament resistent al fred) i altres predominants als prats alpins. També hi destaquen els prats de flors com les violàcies, les gencianes, els narcisos o la camamilla.
En les zones restants, al litoral adriàtic, les plantes predominants com els roures, els pins i les nogueres creixen gràcies al clima mediterrani. És aquest clima cosa que permet el desenvolupament del lliri, del qual hi ha grans cultius a Hercegovina.
A més, el país compta amb un nombre considerable d'espècies endèmiques, destacant-hi una espècie de lliri autòcton de la part central de Bòsnia i Hercegovina (Lilium bosniacum), que és família de la llirga pirinenca. També proliferen altres tipus de lliris com les espècies Lilium chalcedonicum i Lilium jankae.
Un bon exemple d'aquests trets característics de la flora bosniana és el cim del Bjelašnica, al Parc Nacional de Sutjeska Skakavac, on destaquen els arbres de fulla caduca al peu de la muntanya i els perennes al cim. També en aquest parc nacional es preserven moltes plantes en perill d'extinció a la resta d'Europa.

#### Fauna

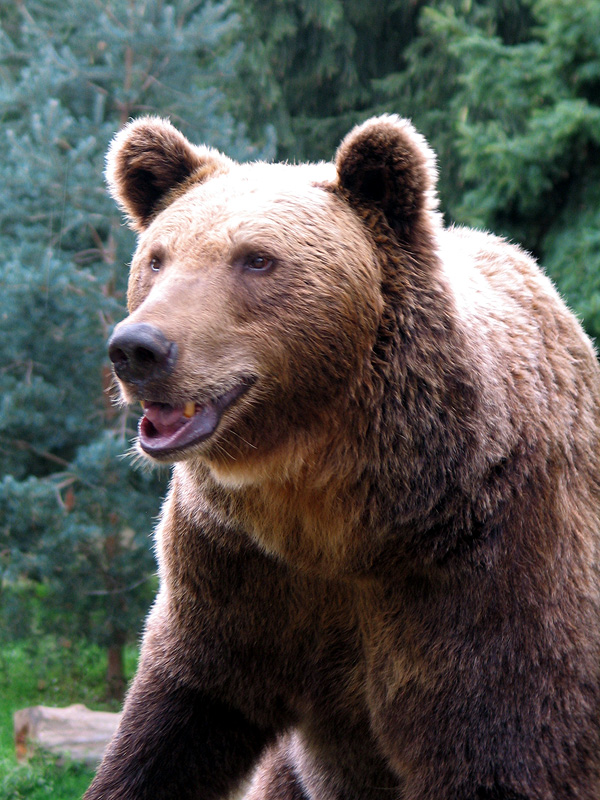
Un exemplar d'os bru

La magnífica conservació de la natura bosniana ha permès que molts animals extints en altres parts d'Europa puguen desenvolupar-se perfectament sense la intervenció humana. Això també ha provocat que moltes espècies hagen evolucionat de forma independent dels animals de països veïns.
Possiblement, la classe d'animals millor conservada siguen les aus. Aquestes habiten les muntanyes de tot el país, com el Bjelašnica. Les principals espècies són els picots, que viuen als boscs de fulla caduca i de coníferes; també són importants els voltors o les aus de presa com el falcó o l'àguila reial. Aquesta última és nativa de les zones costaneres, però ara és estant introduïda a l'interior. El fascinant món de les aus ha estat ben conservat en les muntanyes de Bòsnia. El picot és natiu dels boscos de fulla caduca i el picot negre en els boscos de coníferes del país. Els voltors són la llar de moltes muntanyes, com el Bjelašnica. Les aus de presa més important al país inclouen l'àguila real i l'espècie de falcó. També són ressenyables els xoriguers, que són propis de Bòsnia.
Uns altres animals vitals per la biodiversitat bosniana són les serps. Diverses espècies de serps que habiten a Bòsnia i Hercegovina són verinoses.
A més de tots aquests animals terrestres, hi ha diversos tipus d'insectes al país.
Pel que fa als animals aquàtics, en el curt tram de costa, hi ha els tipus habituals dels peixos del mar Adriàtic. També la fauna de peixos a rius i rierols és molt interessant. Els llacs, gràcies a la seua netedat, són uns espais idonis per la recuperació d'espècies en perill d'extinció. Les anguiles són una altra espècie important habitant en grans grups al Parc Nacional de Hutovo Blato, que és compost per diversos llacs i pantans.
L'animal més gran a Bòsnia i Hercegovina i en perill és l'os bru, del que hi ha 2.800 exemplars en els Alps Dinàrics i Pindos.

## Demografia

Piràmide de població de Bòsnia i Hercegovina.

A Bòsnia i Hercegovina habitaven l'any 1991 4.377.033 persones, distribuïts en 1.902.956 Bosníacs (43%), 1.366.104 Serbis (31%), 760.852 Croats (17%) i 242.682 Iugoslaus (6%), és a dir, ciutadans provinents de la resta de l'Antiga Iugoslàvia.
Des d'aleshores institucions internacionals com l'ONU o l'OTAN han fet any rere any estimacions de la població amb les dades dels padrons municipals calculant-hi, en l'última valoració el 2009, 4.613.414 habitants repartits entre un 48,6% pels bosníacs, un 37,1% pels serbis i un 14,3% pels croats.
Segons els resultats preliminars de l'últim cens, realitzat entre els dies 1 i 15 d'octubre de 2013, Bòsnia i Hercegovina té 3.791.622 habitants.

## Política

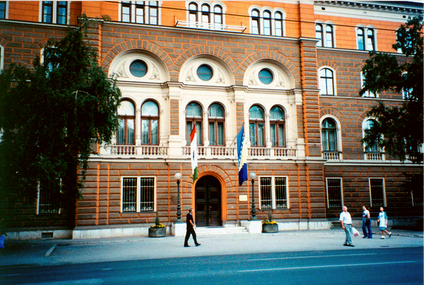
Edifici seu de la Presidència de Bòsnia i Hercegovina al centre de Sarajevo

L'actual organització política de Bòsnia i Hercegovina ve determinada en gran part pels escrits aplegats en els Acords de Dayton. Aquests fixaren que després de la guerra la comunitat internacional era responsable de garantir la seguretat i el compliment dels convenis esmentats. Les parts contractants establiren la figura de l'Alt Representant, personalitat equivalent al cap d'estat, que és escollit pel Consell d'Aplicació de la Pau (el qual també representa Bòsnia i Hercegovina). És la màxima autoritat política del país i té nombrosos poders governamentals i legislatius, incloent-hi l'acomiadament dels funcionaris estatals. Aquestes competències exclusives de l'Alt Representant han sigut criticades com antidemocràtiques. No obstant això, la supervisió internacional sobre els afers polítics mitjançant aquest càrrec no és vitalici, i serà suprimit en ser considerat el jove estat bosnià políticament i democràticament estable i autosuficient.
El poder executiu correspon a la Presidència, que es divideix en tres membres (bosnià, croat i serbi). Aquests es reparteixen el període de quatre anys de mandat en setze mesos per a cadascú. Tots tres són elegits directament pel poble, els membres bosnià i croat a la Federació de Bòsnia i Hercegovina i el membre serbi a la República Srpska. L'altre òrgan executiu és el Consell de Ministres, liderat pel Primer Ministre, que és nomenat i aprovat per la Cambra de Representants.
La branca legislativa correspon al Parlament. Aquesta institució és bicameral: la Cambra dels Pobles (la cambra alta) i la Cambra de Representants (la cambra baixa). La Casa dels Pobles compta amb 15 delegats, dos terços dels quals provenen de la Federació de Bòsnia i Hercegovina (cinc bosnians i cinc croats) i una tercera part de la República Srpska (cinc serbis). La Cambra de Representants es compon de 42 membres, 14 per cada poble constituent.
Per acabar, el poder judicial correspon al Tribunal Constitucional que és l'àrbitre suprem, la institució final dels assumptes legals. Està compost per nou membres. Quatre són seleccionats per la Cambra de Representants de la Federació de Bòsnia i Hercegovina, dos per l'Assemblea de la República Srpska de la República Srpska, i tres pel Tribunal Europeu de Drets Humans, prèvia consulta amb la Presidència.
No obstant això, aquest sistema polític serà modificat quan es considere Bòsnia i Hercegovina un país suficientment estable i segur com per deixar d'estar baix direcció internacional. En el moment que açò passe, la figura de l'Alt Representant serà suprimida, deixant la direcció d'estat en mans del president i, en conseqüència, la direcció de govern passarà al primer ministre.
L'administració central bosniana està guanyant pes a poc a poc gràcies a la transferència d'administracions per part de les administracions federals (Cambra de Representants de la Federació de Bòsnia i Hercegovina i l'Assemblea de la República Srpska), com el Ministeri de Defensa o el Ministeri d'Obres Públiques.

### Relacions exteriors

Bandera de la Unió Europea

La Guerra de Bòsnia va marcar un abans i un després en la situació de Bòsnia i Hercegovina en el panorama internacional. El conflicte deixà el jove estat bosnià (independent des de 1992) en un focus de problemes per l'estabilitat en els Balcans, una zona de nombroses guerres durant la dècada del 1990.
El 1995, en la signatura dels acords de Dayton, es va pactar que les institucions internacionals com l'ONU, la Unió Europea, el Consell d'Europa i l'OTAN iniciaren les operacions militars al territori bosnià, amb els propòsits d'estabilitzar el país, anul·lar les possibles hostilitats, lluitar contra el crim organitzat i caçar els criminals de guerra. En definitiva, aplicar en la seua totalitat els Acords de Dayton. En un primer moment s'instal·là una milícia internacional de l'OTAN anomenada Força d'Implementació (IFOR). Aquestes tropes foren succeïdes el 1998 per les Forces d'Estabilització (SFOR). Les tropes de l'OTAN foren substituïdes per altres de la Unió Europea l'any 2004, l'EUFOR Althea (que a més de tindre tropes d'estats de la Unió Europea en té del Canadà i dels Estats Units).
L'autonomia política exterior de Bòsnia i Hercegovina, que fins ara no existia pràcticament, començà a gestar-se l'any 2007, amb l'inici del Procés d'Estabilització i Associació (PEA). Un programa portat a terme per la Unió Europea, per aconseguir la integració en aquesta. Els països que participen en el PEA se'ls ha ofert la possibilitat de convertir-se, una vegada que complisquen les condicions necessàries, en estats membres. Bòsnia i Hercegovina és, per tant, un país candidat potencial a l'adhesió a la UE. L'adhesió europea de Bòsnia i Hercegovina seria una vertadera oportunitat per la república adriàtica de superar tots els fantasmes del seu passat, donant un gran impuls al desenvolupament de la seua economia, infraestructures, educació, sanitat i, pot ser el més important, de la pacificació dels Balcans i les seues nacions, en conflicte des de temps immemorials.
A més a més, el 23 d'abril de 2010, Bòsnia i Hercegovina va rebre el «Pla d'Acció per a l'Adhesió» de l'Organització del Tractat de l'Atlàntic Nord, el darrer pas abans d'ésser membre de ple dret de l'aliança, cosa que s'espera pel 2014 o 2015 depenent del progrés de les reformes iniciades.
Bòsnia i Hercegovina és membre de l'Organització de les Nacions Unides (ONU), l'Organització per la Seguretat i la Cooperació en Europa (OSCE), el Consell d'Europa (CdE) i l'Acord Centreeuropeu de Lliure Canvi (CEFTA).

#### Forces armades
Les Forces Armades de Bòsnia i Hercegovina representen la força militar bosniana. Després la guerra de Bòsnia, els exèrcits que formaren les tres ètnies contendents, foren obligades per la comunitat internacional a desarmar-se per la formació d'unes forces armades comunes, que el 2005 crearen l'actual exèrcit oficialment. La primera contesa en què les Forces Armades de Bòsnia i Hercegovina formaren part fou el desembre de 2006, quan una secció d'enginyers es va incorporar a la coalició dirigida pels Estats Units en la Guerra d'Iraq.

## Economia
Bòsnia s'enfrontà al doble problema de reconstruir un país devastat per la guerra i la introducció de reformes dictades per organismes com el FMI o el Banc Mundial que imposen el pas d'una economia parcialment planificada amb un sector públic fort i un sector cooperatiu important, cap a una economia capitalista de mercat amb àmplies privatitzacions i retallades de drets i prestacions socials i la compra per part de grups estrangers de gran part de la indústria del país.
Històricament havia estat una economia centrada en l'agricultura i la ramaderia, en un règim de petites propietats.També la amb presència de mineria (lignit, hulla, ferro, limonita, siderita, coure, manganès, zinc, crom, mercuri, argent, bauxita).
En l'època iugoslava es caracteritzà per una certa diversificació, un molt fort sector industrial, mineria, agricultura (era el proveïdor de bona part de les repúbliques que formaven la federació Iugoslava), i una bona formació educativa i professional de la població. També per una forta interrelació amb les altres repúbliques iugoslaves, igualment hi tenia presència una indústria armamentística. Abans de la guerra empreses com Coca-Cola, Pepsi, Marlboro, Volkswagen i SKF. Les grans empreses com Energoinvest, UNIS, Hidrogradnja, Vranica, RMK Zenica, TAS Sarajevo, FAMOS Sarajevo i BNT Novi Travnik, tenien ingressos anuals en milers de milions de dòlars, també les empreses del sector de la construcció. L'atur en aquell moment era molt baix. La força laboral altament qualificada, amb directius, enginyers, experts en ciències i professionals altament qualificats, que utilitzaven tecnologies actualitzades.
El desenvolupament de les guerres iugoslaves durant la dècada de 1990, va provocar un canvi dramàtic en l'economia de Bòsnia. El PIB va caure un 75% i la destrucció de la infraestructura física va devastar l'economia. La moneda nacional és el marc convertible (BAM), controlada per un règim de convertibilitat. Si bé gran part de la capacitat de producció ha estat restaurada, l'economia encara s'enfronta a dificultats considerables, en bona part les privatitzacions i pèrdues de drets laborals i prestacions socials han causat un augment de la desigualtat. Entre 1996 i 1998 rebé una gran aportació d'ajuda internacional, especialment a la Federació de Bòsnia i Hercegovina, registrant un gran creixement, que es reduí a partir de 1999, la República Sprska per la seva banda reconstruí part de la seva indústria amb ajuda de Sèrbia. Els problemes de la divisió del país i enfrontaments o disputes amb els seus veïns, amb els quals la seva economia està molt lligada també són destacables. Moltes empreses (principalment fàbriques) que es van privatitzar van enfrontar-se problemes massius, els propietaris reduïren salaris o no els pagaren, i alguns dels nous propietaris van tancar, desmantellar i enderrocar les fàbriques. La reforma bancària, amb l'entrada de nombrosos bancs suposà també problemes financers i escàndols Els principals inversors en el període 1994-2007 foren provinents d'Àustria (1294 milions €), Sèrbia (773 milions €), Croàcia (434 milions €), Eslovènia (427 milions €), Suïssa (337 milions €) o Alemanya (270 milions €), sobretot en el sector de la fabricació (37,7%) i banca (21%).
Entre els anys 2008 i 2012, coincidint amb la crisi econòmica global, l'economia caigué, amb baixades del PIB, creixement de l'atur i de l'emigració .